# مقتل عائشة الرابي
عائشة الرابي، هي سيدة فلسطينية (47 عاما) قُتلت في 12 أكتوبر 2018، على يد مستوطنين إسرائيليين قرب حاجز زعترة في شمال الضفة الغربية المحتلة جنوب نابلس أثناء قيامهم برشق السيارة التي كانت تستقلها بالحجارة، فيما أصيب زوجها، يعقوب الرابي (52 عاماً). حطمت صخرة كبيرة بشكل خاص الزجاج الأمامي وسحقت جمجمتها.
في ديسمبر 2018، اعتقل خمسة فتيان مراهقين من مدارس داخلية دينية يهودية قريبة كمشتبه بهم في الجريمة. أفرج عن أربعة منهم في يناير 2019، بينما احتُجز آخرهم وهو صبي يبلغ من العمر 16 عامًا حتى وُضع رهن الإقامة الجبرية في مايو. في مايو2020، أفادت الأنباء أنه سُمح له بالعودة إلى منزله في مستوطنته في الضفة الغربية.
ووصفت الحكومة الإسرائيلية الهجوم بأنه هجوم إرهابي، لكن عائلة عائشة الرابي لم تتلق تعويضات عنه لأنهم ليسوا مواطنين إسرائيليين. يَتخذون حاليًا إجراءات قانونية ضد الحكومة الإسرائيلية للحصول على تعويضٍ يعتبرونه عادلاً عن الهجوم الذي تعرضوا له

## القتل
كانت عائشة وزوجها يعقوب، وابنتها راما (8 أعوام)، في طريقهم إلى منزلهم في بديا بمحافظة سلفيت شمال غرب الضفة الغربية من الخليل حيث تقطن إحدى بنات عائشة. كانوا يسافرون في سيارتهم على الطريق السريع 60. حوالي الساعة 9:30 مساءً، أبطأ يعقوب، الذي كان يقود السيارة، سرعته بحوالي 100 متر قبل حاجز زعترة حيث توجد نقطة تفتيش إسرائيلية دائمة.
في تلك اللحظة، بدأت مجموعة من المستوطنين ترمي الحجارة على السيارة من الكتف الأيمن للطريق. تعرض الزجاج الأمامي والنافذة اليمنى للركاب - وهي المكان الذي كانت تجلس فيه عائشة - لوابل من الحجارة. وسقطت صخرة ثقيلة بشكل خاص، وزنها حوالي كيلوغرامين، على السيارة، مما أدى إلى تحطيم الزجاج الأمامي وإصابة أذنها على الجانب الأيمن من وجهها بينما كانت تتحدث إلى يعقوب. حطمت الصخرة جمجمتها وفقدت وعيها.
هرع يعقوب بنقل عائشة إلى مستشفى رفيديا في نابلس، على بعد 20 دقيقة بالسيارة، حيث أُعلنت وفاة زوجته.

## التحقيق
بعد أيام قليلة، بدأ جهاز الاستخبارات الداخلية، الشاباك، التحقيق في القضية. انتقد إيتامار بن غفير، زعيم حزب "عظمة يهودية" اليميني المتطرف تورط الوكالة: «تشير التجربة إلى أن القسم اليهودي يجري التحقيقات ... بطريقة عدوانية وإشكالية لا تسمح بكشف الحقيقة، بل إنها في أحسن الأحوال تؤدي إلى اعترافات زائفة». وفقا لتايمز إسرائيل، فإن تورط الشاباك يشير إلى أن السلطات اشتبهت في أن الهجوم نفذه مستوطنون.
قاد التحقيق الشاباك للتركيز على بري هآرتس، مدرسة داخلية دينية في ريحاليم، تقع بالقرب من مكان إلقاء الحجارة. بحسب الشاباك، توجه نشطاء من اليمين المتطرف المقيمين في مستوطنة يتسهار القريبة إلى بري هآرتس صباح السبت، في اليوم التالي لحدوث الجريمة، لمساعدة الطلاب على الاستعداد لاستجواب مستقبلي من قبل السلطات الإسرائيلية وتجنب الكشف عن أدلة إدانة. وقد اعتبر هذا الأمر مريبًا لأن السبت هو يوم راحة اليهود، وكان معظم اليهود المتدينين يحترمون الأمر الديني بعدم القيادة في ذلك اليوم.
في نهاية ديسمبر 2018، اعتقل الشاباك ثلاثة طلاب من بري هآرتس واستجوبهم لمدة أسبوع دون السماح لهم بمقابلة محامين. وبعد خمسة أيام، قُبض على طالبين آخرين ومُنعوا أيضًا من مقابلة المحامين.
في 6 يناير 2019، أُعلن عن اعتقال القاصرين للاشتباه في تورطهم في جريمة القتل.
في 10 يناير 2019، أُطلق سراح أربعة من القُصَّر لكنهم وضعوا رهن الإقامة الجبرية. في 15 يناير، قدم المدعي العام إفادة للمدعي في المحكمة بنية تقديم لائحة اتهام ضد القاصر البالغ من العمر 16 عامًا والذي ظل رهن الاحتجاز.
خلال هذه الأسابيع، تعرض الشاباك لإطلاق نار من قبل المستوطنين والمجموعات الموالية للمستوطنين الذين اتهموه بتعذيب المشتبه بهم. ونفى الشاباك هذه المزاعم وأصدر أدلة من التحقيق لتبرير سبب اضطراره للاحتفاظ بالقصر رهن الاعتقال. ومن بين الأدلة علم إسرائيل عليه صليب معقوف مرسوم على نجمة داود وكُتب عليه نص "الموت للصهاينة".
في 24 يناير 2019، قُدم لائحة اتهام ضد القاصر للاشتباه في ارتكابه جريمة قتل وإلقاء حجارة على سيارة وتخريب سيارة عمداً، وذلك كله تحت ظروف عمل إرهابي. وبحسب لائحة الاتهام، ألقى القاصر بحجر تزن قرابة كيلوغرامين لإلحاق الضرر بركاب السيارة من أصل عربي. الدليل الرئيسي كان عينة من الحمض النووي من المشتبه به وجدت على الحجر الذي قتل الرابي. وفقًا للمشتبه به، ربما يمكن تفسير الاكتشاف ببصقه أو تبوله أثناء تجواله في المنطقة.
في مايو 2019، أسفرت التحقيقات الجنائية عن استنتاج بأن الأضرار التي لحقت بجمجمة عائشة الربي قد لا تتفق مع تعرضها لضربة واحدة من الصخرة. صرح كبير الأطباء الشرعيين في المركز الوطني للطب الشرعي في أبو كبير، الدكتور هين كوجل، بخصوص الجروح: «أثناء البحث في الأدبيات المهنية، لم يُعثر على أي حالة تكون نتيجة ضربة صخرة واحدة تسببت في جروح واسعة مماثلة [لتلك التي عُثِر عليها على الضحية]» ".
ومع ذلك، أشار إلى أنه كان واحدًا من سبعة أخصائيين في علم الأمراض في أبو كبير درسوا الحالة واتفق اثنان منهم فقط على استنتاجه، ووجد اثنان منهم الدليل غير حاسم، واثنان يعتقدان أن الأدلة أظهرت بالفعل أن الجروح كانت ناجمة عن صخرة واحدة. أطلق سراح القاصر فيما بعد ووضعه في الإقامة الجبرية. في أيار 2020، أفادت الأنباء أنه سُمح له بالعودة إلى منزله في مستوطنته في الضفة الغربية.
في أكتوبر 2020 انعقدت الجلسة الأولى لمحاكمة المتهم وحضر المحاكمة أفراد من عائلة الرابي من بينهم الزوج.

## ردود الفعل
- الولايات المتحدة عبرت القنصلية الأمريكية العامة في القدس عن تعازيها لأسرة عائشة الرابي ودعت إلى تقديم الجناة إلى العدالة.[30] كما أعرب جيسون غرينبلات، المبعوث الأمريكي الخاص لمفاوضات الشرق الأوسط، عن تعازيه لأسرة عائشة ووصف قتلها بأنه "مستهجن".[31]
- الأمم المتحدة أدان المنسق الخاص للأمم المتحدة لعملية السلام في الشرق الأوسط نيكولاي ملادينوف الهجوم ودعا السلطات الإسرائيلية إلى تقديم الجناة إلى العدالة، وقال ميلادنوف إن «مثل هذه الهجمات لا تؤدي سوى إلى دفع الجميع إلى دائرة جديدة من العنف من شأنها أن تقوض من فرص السلام بين الفلسطينيين والإسرائيليين».[32]
- اسرائيل : انتقد وزير السياحة ياريف ليفين الناشطين اليساريين لإلقاء اللوم على الأحداث اليهودية، مدعيا أنهم يستندون في مزاعمهم على "قصاصات من حادث".[33] التقت وزيرة العدل الإسرائيلية أييليت شكد بعائلات المشتبه بهم الخمسة في 7 يناير 2019 لسماع مخاوفهم.[34]
- فلسطين أكد الرئيس الفلسطيني محمود عباس أن جريمة جريمة عائشة الرابي لا يجوز أن تمر دون عقاب.[35]

## التعويض
ضحايا العنف السياسي الإسرائيلي أو أقاربهم مؤهلون للحصول على تعويض من مؤسسة التأمين الوطني الإسرائيلي. في كانون الثاني 2020، أُعلن عن أحقية عائلة عائشة الرابي في التعويض لأنها لم تكن مواطنة إسرائيلية. وصرحت وزارة الدفاع الإسرائيلية أن الأسرة سيكون لها الحق في الاستئناف أمام لجنة حكومية دولية. صرحت نبيلة كابوب، إحدى المحامين الذين يمثلون عائلة الرابي، إنها ستستأنف القرار. وطالبت بهدم منزل المتهم مشيرة إلى السياسة الإسرائيلية بهدم منازل مهاجمين فلسطينيين.
في أغسطس 2020، عرضت الحكومة الإسرائيلية تعويضات للعائلة بقيمة 670 ألف شيكل (4). الأسرة التي طالبت بتعويضات تزيد عن 7 ملايين شيكل رفضت عرض الحكومة.

## الهوامش
- 4 :كان سعر صرف الدولار الأمريكي مقابل الشيكل الإسرائيلي في 2020 حوالي 3.44 شيكل للدولار الواحد، وبالتالي فإن 670,000 شيكل تعادل حوالي 194,767 دولارًا أمريكيًا.